# Maja Jager
Maja Jager (Nørre Broby, 22 dicembre 1991) è un'arciere danese.

## Palmarès
- Mondiali

Belek 2013: oro nell'individuale e bronzo nella gara a squadre.
- Europei

Echmiadzin 2014: argento nella gara a squadre mista;
Legnica 2018: argento nella gara a squadre;
Antalya 2021: bronzo nella gara a squadre.
- Giochi europei

Minsk 2019: bronzo nella gara a squadre.
- Universiade

Gwangju 2015: bronzo nella gara individuale.